# Gag 100 Kaibun Aishite Kudasai
Singles de Berryz Kōbō
21ji Made no Cinderella
(2005) Jiriri Kiteru
(2006)
Gag 100 Kaibun Aishite Kudasai (ギャグ100回分愛してください) est le 9e single du groupe de J-pop Berryz Kōbō.

## Présentation
Le single, écrit, composé et produit par Tsunku, sort le 23 novembre 2005 au Japon sur le label Piccolo Town. Il atteint la 19e place du classement des ventes hebdomadaire de l'Oricon. Il sort aussi deux semaines après au format "single V" (vidéo DVD). C'est le premier single sorti par la formation à sept membres, après le départ de Maiha Ishimura le mois précédent.
La chanson-titre sert de générique de fin au film anime Futari wa Pretty Cure Max Heart the Movie 2: Yukizora no Tomodachi (ふたりはプリキュア Max Heart 2 雪空のともだち), tiré de la série Futari wa Pretty Cure. Elle ne figurera que sur le mini-album compilation du groupe qui sort deux semaines après : Special! Best Mini ~2.5 Maime no Kare~. Les membres du groupe sont représentés en version « anime » sur la pochette du disque, aux côtés des héroïnes de la série. Mari Yaguchi, collègue du Hello! Project et ex-Morning Musume, chante avec le groupe sur le titre en "face B", Nigiyaka na Fuyu.
Une autre version du single est éditée le 28 novembre suivant par le label Marvelous Entertainment, présentée comme la "bande originale" officielle du film, avec un titre supplémentaire qui n'est pas écrit par Tsunku et est interprété par Mayumi Gojo, spécialisée dans les chansons d'anime.

## Formation
Membres créditées sur le single :
- Saki Shimizu
- Momoko Tsugunaga
- Chinami Tokunaga
- Māsa Sudō
- Miyabi Natsuyaki
- Yurina Kumai
- Risako Sugaya

## Liste des titres
Single Piccolo Town
1. Gag 100 Kaibun Aishite Kudasai (ギャグ100回分愛してください?)
2. Nigiyaka na Fuyu (にぎやかな冬?) (interprété par "Berryz Kobo & Mari Yaguchi")
3. Gag 100 Kaibun Aishite Kudasai (Instrumental) (ギャグ100回分愛してください...?)

Single Marvelous Entertainment
1. Gag 100 Kaibun Aishite Kudasai (ギャグ100回分愛してください?) (par Berryz Kobo)
2. Nigiyaka na Fuyu (にぎやかな冬?) (interprété par Berryz Kobo & Mari Yaguchi)
3. Crystal (interprété par Mayumi Gojo)
4. Gag 100 Kaibun Aishite Kudasai (Original Karaoke) (ギャグ100回分愛してください...?)
5. Crystal (Original Karaoke)

Single V (DVD)
1. Gag 100 Kaibun Aishite Kudasai (ギャグ100回分愛してください?)
2. Gag 100 Kaibun Aishite Kudasai (Dance Shot Ver.) (ギャグ100回分愛してください...?)
3. Making Eizô (メイキング映像?) (Making-of)